# Pararhophites
Pararhophites (лат.) — род мелких пчёл из подсемейства Fideliinae семейства Megachilidae. Единственный род трибы Pararhophitini, которая вместе с трибой Fideliini составляют подсемейство Fideliinae. 3 вида.

## Распространение
Южная Палеарктика. Встречаются от северной Африки (Марокко, Египет) до Средней (Казахстан) и юго-западной Азии (Пакистан). Северо-западная Индия.

## Описание
Мелкие пчёлы длиной 5—7 мм. Самки в основном жёлтые, самцы — чёрные с жёлтыми отметинам на теле и ногах. Наиболее плезиоморфная группа мегахилид. Гнездятся в песчаной почве.
- Pararhophites clavator (Morawitz, 1876)
- Pararhophites orobinus (Morawitz, 1876)
- Pararhophites quadratus (Friese, 1898)